# Servando Teresa de Mier
Servando Teresa de Mier, Fray Servando o Padre Mier (o según su nombre completo, José Servando Teresa de Mier y Noriega y Guerra) (Monterrey, Nuevo León, 18 de octubre de 1765-Ciudad de México, 3 de diciembre de 1827) fue un ex fraile dominico, sacerdote liberal y escritor de numerosos tratados sobre filosofía política en el contexto de la Independencia de la Nueva España. Procedía de una familia de la hidalguía astur.

## Formación. Su famoso sermón

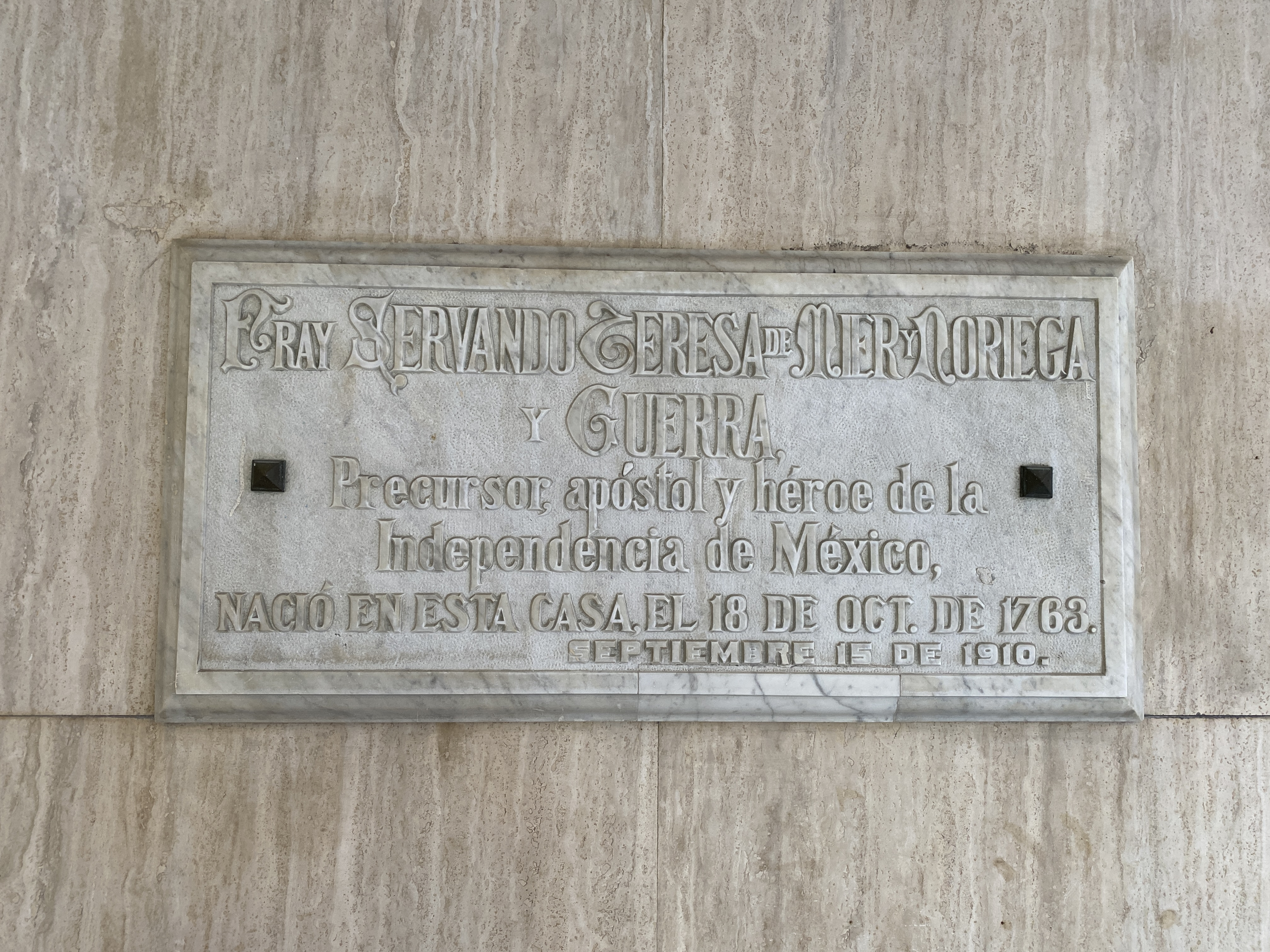
Placa que conmemora el sitio de nacimiento de Fray Servando Teresa de Mier en la calle Escobedo del centro de Monterrey.

A la edad de 16 años, Servando Teresa de Mier ingresó a la Orden de Predicadores (Dominicos) en la Ciudad de México. Estudió filosofía en el Colegio Pontificio de Regina Porta Cœli, de la misma Orden, donde se ordenó sacerdote. A la edad de 27 años se doctoró en Teología por la Real y Pontificia Universidad de México.
En una de sus cartas, declaró que la celebración original mexica dedicada a la virgen de Guadalupe era el 8 de septiembre del calendario Juliano (18 de septiembre del calendario Gregoriano), y que los españoles la celebran el 12 de diciembre.
El 12 de diciembre de 1794, durante los festejos del aniversario número 263 de la manifestación mariana de la virgen de Guadalupe, en presencia del virrey Miguel de la Grúa Talamanca, del arzobispo Alonso Nuñez de Haro y Peralta y varios miembros de la Real Audiencia de Nueva España, dijo las siguientes palabras:
"Guadalupe no está pintada en la tilma de Juan Diego sino en la capa de Santo Tomé (conocido por los indios como Quetzalcóatl) y apóstol de este reino. Mil setecientos cincuenta años antes del presente, la imagen de Nuestra señora de Guadalupe ya era muy célebre y adorada por los indios aztecas que eran cristianos, en la cima plana de esta sierra del Tenayuca, donde le erigió templo y la colocó Santo Tomé. (primer párrafo del sermón)
Yo haré ver que la historia de Guadalupe incluye y contiene la historia de la antigua Tonantzin, con su pelo y su lana, lo que no se ha advertido por estar su historia dispersa en los escritores de las antigüedades mexicanas".
Con el sermón pretendía demostrar que el culto guadalupano era prehispánico, al igual que el cristianismo, y por lo tanto no había motivos por los cuales agradecer a España, puesto que el Imperio azteca era ya cristiano antes de 1519. Sus ideas no recibieron críticas negativas en principio. Sin embargo, una semana después de haber pronunciado el sermón, el arzobispo Alonso Núñez de Haro (quién en palabras de Mier "sentía aversión por todo lo criollo") le acusó de herejía y blasfemia ante la Inquisición, por lo cual se le excomulgó, se le redujo a prisión, se le despojó de sus libros y fue condenado a diez años de exilio en España. Intentó disculparse, pero fue en vano lo que le ocasionó el abandono de sus familiares y amigos y después se promulgó un edicto de condena pública que fue leído en toda la Nueva España menos en Nuevo León, donde el obispo era amigo suyo. Tras pasar dos meses en la fortaleza de San Juan de Ulúa el 7 de junio de 1795 embarcó en Veracruz rumbo a Cádiz.
Fray Servando intentó apelar su condena, puesto que tanto los cargos como el procedimiento fueron ilegales, al ser miembro del clero regular no podía ser sentenciado por el obispo de México (clero secular), además de que fue sentenciado sin previo juicio.

## Exilio
En castigo por haber pronunciado el sermón guadalupano, el arzobispo Alonso Núñez de Haro condenó a Teresa de Mier a diez años de exilio en el convento dominico de Las Caldas, actual Cantabria, España. Además, se le prohibió a perpetuidad el ejercicio de la enseñanza, la enunciación de sermones o la realización de confesiones. Igualmente, fue despojado de su grado de doctor.
Escapó del convento de Caldas rompiendo los barrotes de la celda con martillo y cincel, pero fue capturado y fue encarcelado de nuevo. Esta vez fue confinado en el convento de San Francisco, en Burgos. En su nueva cárcel se le concedieron mayores libertades, por lo que pudo presentar su caso al Consejo de Indias.
La tesis de su sermón fue revisada por teólogos de la Inquisición, quienes determinaron que no hubo blasfemia ni herejía. Sin embargo las influencias ejercidas por el obispo Nuñez de Haro impidieron su absolución. Por lo que en 1801 se escapó y se refugió en Bayona, Francia. De Bayona pasó a Burdeos y de Burdeos a París. En esa ciudad se mantuvo trabajando como intérprete del potentado peruano José Sarea, conde de Gijón.
Junto con Simón Rodríguez, antiguo profesor de Simón Bolívar, Teresa de Mier abrió una academia en París para la enseñanza de la lengua española. Tradujo al castellano Atala, de François-René de Chateaubriand. Mier también escribió una disertación contra Constantin-François de Chasseboeuf, conde de Volney. En París conoció a Lucas Alamán, en aquel entonces estudiante, futuro político fundador del partido conservador mexicano. También conoció a Alejandro de Humboldt, al duque de Montmorency y al mismo Chateaubriand. En 1802 dejó la orden dominica y se pasó al clero secular en Roma.
Cuando volvió a Madrid, fue apresado por tercera vez, debido a una sátira en apoyo a la causa independentista mexicana. Fue enviado a un reformatorio en Sevilla, del que escapó en 1804. Nuevamente fue arrestado y puesto en prisión, donde cumplió una pena de tres años. Entonces el Papa lo nombró su prelado particular, porque había convertido a dos rabinos al catolicismo.
En plena guerra entre Francia y España, Teresa de Mier, que se encontraba en Lisboa, volvió a la península como militar del cuerpo de Voluntarios de Valencia. Se presentó a numerosas batallas, entre otras a la batalla de Alcañiz, el 23 de mayo de 1809, en la que compuso unas famosas estrofas en honor a Fernando VII. Fue hecho prisionero en Belchite por los franceses, pero pudo escapar nuevamente. Se presentó ante el general Blake, quien lo recomendó a la Junta de Sevilla por sus servicios. La Regencia de Cádiz le proporcionó una pensión de tres mil pesos anuales. Se incorporó a la Sociedad de Caballeros Racionales, con sedes en Cádiz, Londres y Baltimore. Asistió a algunas sesiones de las Cortes de Cádiz y posteriormente se trasladó a Londres, donde colaboró con José María Blanco White en El Español, un periódico que apoyaba los movimientos independentistas en los dominios españoles en América.

## Constitución de Cádiz
Servando Teresa de Mier se encontraba en Cádiz durante los preparativos para la celebración de las Cortes constituyentes; cuando llegó la comisión de América, Mier vio que en ella se encontraba Lucas Alamán, un novohispano criollo con el que había entablado amistad en París —y que posteriormente sería su encarnizado rival político—. Alamán lo invitó a unirse a la bancada americana, de esta forma Mier participó en las cortes de Cádiz.
Otro miembro de la diputación americana era Miguel Ramos Arizpe, un criollo con el que Teresa de Mier entabló una amistad que duró hasta su muerte. Ambos con ideología liberal, Mier y Arizpe se convertirían en rivales políticos de Alamán durante los primeros congresos constituyentes mexicanos.
Tanto la participación de Mier, como de Arizpe en Cádiz fue destacada, el primero por su elocuente oratoria, y el segundo por su capacidad de negociación; no obstante Cádiz no arrojó los beneficios esperados para las provincias novohispanas, lo que desilusionó a ambos.
Más tarde en sus Memorias, Teresa de Mier escribiría que su participación en las Cortes de Cádiz le permitió darse cuenta de la imperante necesidad de obtener la independencia absoluta de América.

## De vuelta a la Nueva España
En Cádiz recibió una invitación de Iturrigaray para ir a vivir a Londres. Allí el antiguo virrey le encargó escribir una obra histórica sobre la revolución en la Nueva España. Iturrigaray deseaba que la obra fuese una apología a su persona, para convencer al rey de que él era el ideal para calmar la revuelta novohispana. Así Mier redactó Historia de la revolución de Nueva España, Antiguamente Anáhuac o Verdadero origen y causas de ella con sus progresos hasta el presente año de 1813,.
En Londres conoció al revolucionario español Xavier Mina, y puestos de acuerdo se decidió a acompañarlo en una expedición a Nueva España para pelear por la independencia del virreinato. Partieron rumbo a América el 15 de mayo de 1816 y desembarcaron en Baltimore, para tomar contacto con los insurgentes hispanoamericanos allí afincados.
Acompañó a Mina a Nueva York y Filadelfia y fracasado su intento de adelantarse para avisar al general Guadalupe Victoria de la llegada de la expedición, se reencontró con Mina en Galveston. La expedición que mandaba Mina, una vez acabadas las turbulencias invernales del golfo de México, desembarcó en Soto la Marina el 21 de abril de 1817. Mientras Mina se internaba en busca de los insurgentes, Mier permaneció en un fuerte construido en el pueblo, cerca de la playa. Con la captura de los insurgentes en el fuerte de Soto la Marina el 13 de junio de 1817, fue preso nuevamente, en esta ocasión por los realistas. Fue enviado a la Fortaleza de San Carlos de Perote, después a la cárcel de la Inquisición de la Ciudad de México, donde escribió parte de sus Memorias y finalmente se trasladó a La Habana en 1820. Escapando por sexta ocasión, se refugió en Filadelfia, donde permaneció hasta la consumación de la independencia de México.
En febrero de 1822 volvió a México arribando al puerto de Veracruz, pero de nueva cuenta fue hecho prisionero y enviado al castillo de San Juan de Ulúa, bajo el control de los españoles. Posteriormente, fue diputado al primer congreso mexicano por el estado de Nuevo León. Siempre se opuso a la formación de un Imperio Mexicano con Agustín de Iturbide a la cabeza, hecho que le valió la prisión por enésima vez. Escapó por última vez el 1 de enero de 1823, en esta ocasión del convento de Santo Domingo.

## Miembro del Congreso Constituyente
Teresa de Mier fue elegido diputado al segundo Congreso Constituyente. El 13 de diciembre de 1823 pronunció su famoso "Discurso de las profecías". En este discurso, se manifestaba a favor de una república federal moderada; cada país es y ha sido una federación diferente, por lo tanto existe más de una forma de federarse. El verdadero reto para el gobierno sería decidir cuál es la federación conveniente para México.
La carencia de educación y cultura, además del estado de guerra, son condiciones que implican la necesidad de unión para Teresa de Mier. La existencia de estas circunstancias en México lo condujo a favorecer una federación compacta.
Como la posición social en la que se encontraba Estados Unidos fue un impulsor importante de la idea de federalismo, en gran parte del discurso se comparan las circunstancias en las que se encontraba México con las que tuvo Estados Unidos antes de federarse. Por un lado, ellos eran Estados separados e independientes, por lo que su federación significó un acto de unión contra Gran Bretaña. En el caso de México, ya existía unión entre los estados, por lo que federarse significaría dividirse.
Además Teresa de Mier se basa en la experiencia de Venezuela, Perú y Colombia (que intentaron adoptar la misma federación laxa de Estados Unidos) para sustentar la idea de que no es conveniente implementar una federación de este tipo en un estado tan prematuro como en el que se encontraba el país. Es absurdo intentar alcanzar la perfección social con un solo paso, es lo que condujo a los países ya mencionados al desastre e incluso terminar por centralizarse.

 Querer desde el primer ensayo de la libertad remontar hasta la cima de la perfección social, es la locura de un niño que intentase hacerse hombre perfecto en un día. Nos agotaremos en el esfuerzo, sucumbiremos bajo una carga desigual a nuestras fuerzas.

Otra idea importante en el discurso es que a veces es necesario contrariar la voluntad del pueblo para servirlo mejor. El pueblo pedía la federación sin realmente saber lo que pedía. Acusa a la voluntad genérica de ser un sofisma, ya que es conducida por los intereses de los particulares que la guían. Por esto mismo es que critica los principios jacobinos, ya que fueron una manifestación importante de la idea de voluntad general.

 'Se necesita valor,dice un sabio político, para negar a un pueblo entero; pero es necesario a veces contrariar su voluntad para servirlo mejor. Toca a sus representantes ilustrarlo y dirigirlo sobre sus intereses, o ser responsable de su debilidad.' Al pueblo se le ha de conducir, no obedecer. 

Frecuentemente, por su declaración contra el federalismo extremo, se le atribuye favorecer el centralismo, lo cual es incorrecto. De hecho, prevé dicha interpretación diciendo:
“…se me dirá. ¿Quiere usted que nos constituyamos en una república central? No. Yo siempre he estado por la federación, pero una federación razonable y moderada…”.
Estaba en contra de los defensores del Acta Constitutiva de la Federación y de la Constitución Federal de 1824. El primer presidente de México, Guadalupe Victoria, lo invitó a vivir con él en Palacio Nacional.

## Muerte y otras aventuras
Cerca de su muerte, Servando Teresa de Mier convidó a sus amigos a una fiesta. Pronunció un discurso justificando su vida y opiniones, y pocos días después, falleció. Fue enterrado con honores en la cripta del antiguo convento de Santo Domingo de la Ciudad de México. En 1861 su cuerpo fue exhumado y encontrado momificado. Su momia y las de otras doce personas fueron exhibidas como víctimas de la inquisición. Algunas de las momias, incluida la de Teresa de Mier, fueron vendidas a un italiano. Se desconoce el paradero de los restos de Servando Teresa de Mier, aunque se cree que están expuestos en una de las 365 capillas ubicadas en la zona de Cholula en Puebla.
Su nombre está escrito en letras de oro en el frontispicio de la Cámara de Diputados del Congreso de la Unión, en San Lázaro, Ciudad de México.

## Escritos
Mier publicó muchos discursos, sermones y tratados sobre religión y política, entre ellos:
- Cartas de un americano al español, 1811-13.
- Historia de la revolución de Nueva España, 2 vols., Londres: 1813. 2a. ed., México: 1922.
- Apología y relaciones de su vida bajo el título de Memorias, Madrid: 1917. 2ª. ed., México: 1946.
- Memorias. Un fraile mexicano desterrado en Europa, Madrid: 2006

El escritor cubano Reinaldo Arenas escribió la novela El mundo alucinante, basada en la vida de Mier.